# FC Felgueiras
FC Felgueiras – portugalski klub piłkarski z siedzibą w Felgueiras.

## Historia
Futebol Clube de Felgueiras został założony w 16 sierpnia 1936. Do 1992, kiedy to awansowała do Liga de Honra, Felgueiras występowała w niższych klasach rozgrywkowych. W 1995 klub zajął 3. miejsce i po raz pierwszy w historii awansował do Primeira Liga.
W portugalskiej ekstraklasie klub występował tylko przez sezon i po zajęciu 16. miejsca klub spadł do Ligi de Honra. W Liga de Honra Felgueiras występował przez kolejne 9 lat do 2005. W tym roku FC Felgueiras na skutek problemów finansowych został rozwiązany.
W 2006 powstał nowy klub pod nazwą Clube Académico de Felgueiras (CAF), który wystartował w Segunda Divisão Séries 2 (siódma, najniższa klasa rozgrywkowa). Obecnie CAF występuje w Primeira Divisão de Honra AF Porto, która jest piątą klasą rozgrywkową.

## Sukcesy
- 1 sezon w Primeira Liga: 1995-1996.
- 12 sezonów w Liga de Honra: 1992-1995, 1996-2005.

## Znani piłkarze w klubie
| - José Fonte - Pedro Mendes - Fernando Óscar Bandeirinha - Luís Sobrinho - Filipe Teixeira - Sérgio Conceição - Fernando Meira - Radosław Zdrawkow | - Washington César Santos - Marcelo Moretto - Darci Miguel Monteiro - José Carlos da Costa Araújo - Guillermo Szeszurak - Carlos Fernandes - Thierry Mouyouma |

## Trenerzy
- Jorge Jesus (1993-1996)
- Augusto Inácio (1996-1997)
- Diamantino Miranda (1998-2000, 2003-2005)

## Sezony wPrimeira Liga
| Sezon   | Uzyskane Miejsce |
| ------- | ---------------- |
| 1995-96 | 16 (spadek)      |